# Heinrich von Gerstenbergk

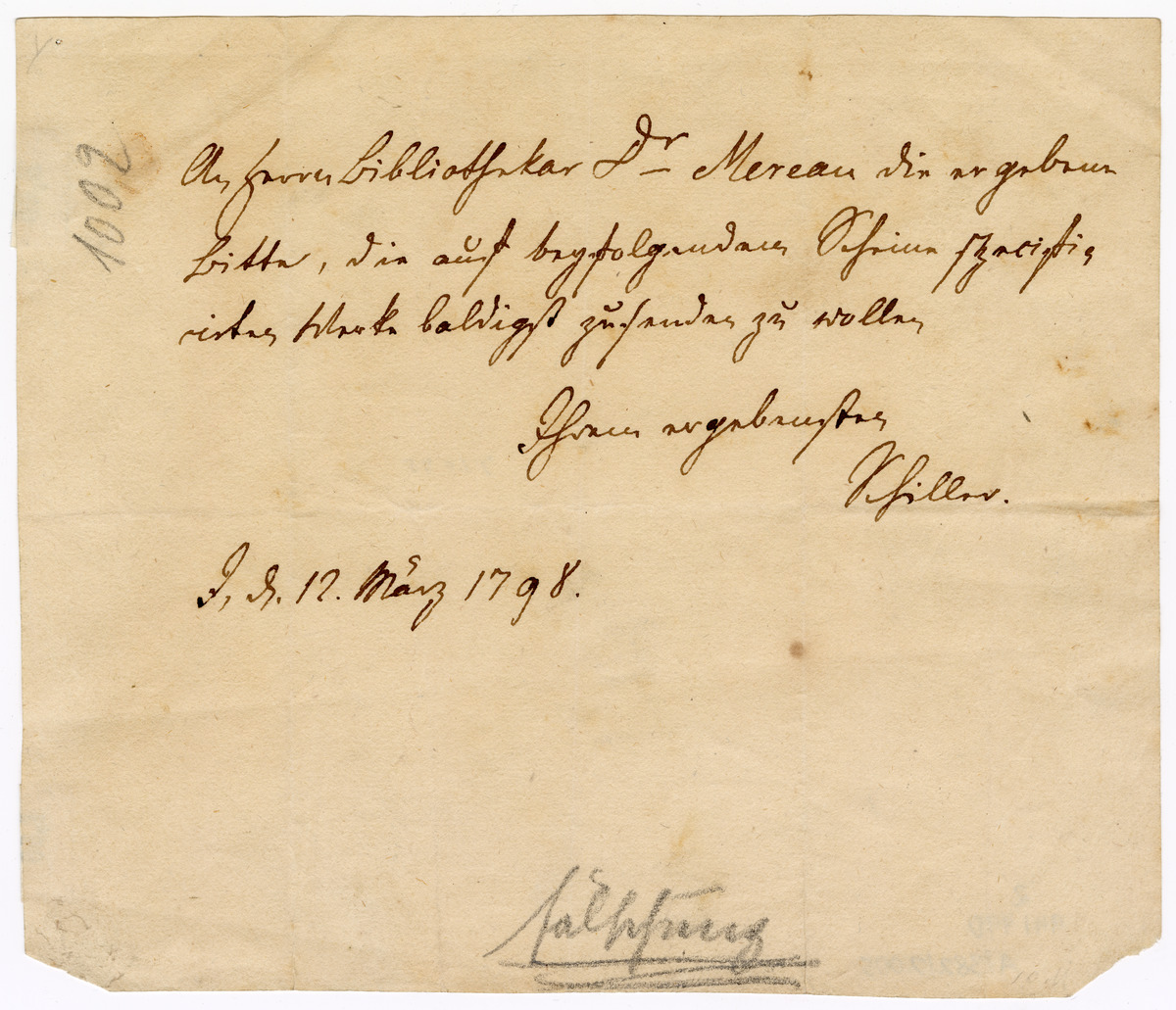
Angeblicher Buchbestellzettel von Friedrich Schiller aus dem Jahr 1798. Fälschung von Heinrich von Gerstenbergk, um 1850

Georg Heinrich Carl Jakob Victor von Gerstenbergk (* 7. Mai 1814 in Markvippach; † 5. Januar 1887 in Eisenach) war ein deutscher Fälscher von Autographen Friedrich Schillers, Architekturtheoretiker, Geodät und Autor.

## Leben und Wirken
Heinrich von Gerstenbergk wurde als Sohn des Schneiders und Lotterie-Einnehmers Georg Victor Carl (1772–1852) und Johanne Sophie von Gerstenbergk, geb. Wolf, geboren und wuchs ab 1820 in Weimar auf. Er war ein Enkel von Georg Heinrich von Gerstenberg IV. (1747–nach 1772), Angehöriger eines alten Erfurter Adelsgeschlechtes und Offizier im preußischen Infanterieregiment Franz Adolf von Anhalt-Bernburg-Schaumburg-Hoym (Altpreußisches Infanterieregiment No. 3).
Da sein Vater aber unehelich geboren wurde, trug von Gerstenbergk lediglich den Namen der Adelsfamilie. Nach dem Besuch des Gymnasiums in Weimar ab 1823 (vermutlich ohne Abschluss) war er zunächst Vermessungspraktikant und arbeitete vornehmlich als Nachhilfelehrer in Mathematik. Von Gerstenbergk veröffentlichte vor allem für den Weimarer Verlagsbuchhändler Bernhard Friedrich Voigt mehrere Sachbücher und andere Schriften zu mathematischen Themen, zur Architektur und zum Bauwesen sowie zur Volksmedizin, Naturheilkunde und Alchemie. Sein Werk zur Berechnung von Volumen und Fläche von Holz erschien in mehreren Auflagen bis in das 20. Jahrhundert hinein. Mit Beginn seiner Publikationstätigkeit änderte er seinen Namen von „Gerstenberg“ zu „Gerstenbergk“. Sein Vater übernahm die Namensänderung.
Ab etwa 1849 fälschte von Gerstenbergk in großem Stil Briefe, Gedichte, Gedicht- und Dramenfragmente und Notizen von Friedrich Schiller. Er veräußerte die Fälschungen über Personen mit gutem Ruf, zum Beispiel über die Geheime Hofrätin Caroline Wilhelmine Johanna Riemer, die zeitweise Johann Wolfgang von Goethes Sekretärin und Gesellschafterin seiner Ehefrau Christiane war. So fielen die auf altem Papier geschriebenen Fälschungen längere Zeit nicht auf. Viele Bibliotheken, Privatsammler, Antiquare und Buchhändler erwarben hunderte Fälschungen aus der Feder von Gerstenbergks, z. B. die Königliche Bibliothek zu Berlin, Carl Alexander von Sachsen-Weimar-Eisenach oder Franz Liszt. Auch Friedrich Schillers Tochter Emilie von Gleichen-Rußwurm erwarb 1853 vermeintlich echte Schriften ihres Vaters, vor allem angeblich bis dahin ungedruckte Autographe Schillers. Entdeckt wurden die Fälschungen 1854 durch den Autographensammler und -händler Wilhelm Künzel (1819–1896). Ende 1854 fing die Polizeidirektion Weimar nach Expertisen u. a. von Theodor Dielitz und Carl Künzel mit Ermittlungen an. Nach einem öffentlichen Aufruf, verdächtige Schiller-Handschriften am Kreisgericht Weimar abzugeben, wurden 416 Dokumente sichergestellt – davon waren lediglich vier Originale von Schiller, der Rest aus den Händen von Gerstenbergks. Die Dunkelziffer der Fälschungen dürfte weitaus höher gelegen haben, vermutlich um mehr als das Doppelte. Die sichergestellten Autographe wurden anschließend intensiv durch eine Expertenkommission untersucht, zu der u. a. Hermann Sauppe, Adolf Schöll und Johann Christian Schuchardt gehörten. Am 27. Februar 1856 kam von Gerstenbergk nach mehr als einjähriger Untersuchungshaft, in der es einen Fluchtversuch von ihm gab, auf die Anklagebank am Kreisgericht Weimar. Bereits einen Tag später wurde er wegen Betruges zu zwei Jahren Strafarbeitshaus verurteilt, zudem verlor er für drei Jahre die staatsbürgerlichen Rechte. Wegen guter Führung und der Anrechnung der Untersuchungshaft wurde von Gerstenbergk nach etwa einem Jahr aus dem Strafarbeitshaus in Eisenach entlassen. Der schon damals als spektakulär empfundene Fälschungsfall fand schnell Aufnahme in die einschlägigen Handbücher zum Autographensammeln. 1864 bezeichnete der Weimarer Staatsanwalt Wilhelm Genast von Gerstenbergk in einem Pitaval sogar als „Fabrik unechter Handschriften Friedrich Schiller's“.
Die letzten Lebensjahrzehnte lebte von Gerstenbergk in Weimar, Erfurt (1863–1870) und Eisenach (ab 1881). Wo er sich zwischen 1870 und 1881 aufhielt, ist unbekannt. Er war zwei Mal verheiratet und hatte insgesamt fünf Kinder. Einer seiner Söhne war der Schriftsteller, Dichter und Redakteur Karl von Gerstenberg (1838–1888).

## Rezeption
Eine Ausstellung des Goethe- und Schiller-Archivs in der Klassik Stiftung Weimar thematisierte 2023/2024 den Kriminalfall und präsentierte u. a. Fälschungen von Gerstenbergks.

## Schriften
- Arithmetisches Examinatorium oder die Arithmetik in systematischen Fragen und Antworten. Ein Handbuch zum Selbstunterrichte für Mathematikbeflissene, Militaers, Schullehrer, Gymnasiasten, Realschueler und gebildete Gewerbetreibende. Wigand, Leipzig 1839 (215267052 im GVK – Gemeinsamen Verbundkatalog).
- (als Bearb.): Kleiner Duodez-Atlas in 24 Blatt über alle Theile der Erde. Vornehmlich zum Gebrauch bei Cannabichs Schulgeographie, aber auch brauchbar bei allen übrigen Lehr- und Unterrichtsbüchern der Erdbeschreibung, gezeichnet von Eduard Beer. 4. Auflage, Voigt, Weimar 1841 (online 8. Auflage, abgerufen am 28. Juni 2023).
- Gründliche Anweisung zur Bereitung der schönsten Beizen und Polituren auf Holz, Horn, Elfenbein u. Knochen. Fürst, Nordhausen 1845 (online, abgerufen am 23. Juni 2023).
- Palästina oder das jüdische Land zur Zeit Jesu, so wie auch die wichtigsten, außer Diesem, im Alten und Neuen Testamente erwähnten Länder und Orte. Schöne, Eisenberg 1847 (online, abgerufen am 23. Juni 2023).
- (als Hrsg.): Gedenke Mein! Blätter für Freundschaft, Liebe und Achtung, für Wohlgewogene und Scheidende. Schöne, Eisenberg 1848.[14]
- Geschichte der Mathematik in übersichtlichen Umrissen nebst Nomenclatur der berühmtesten Mathematiker von den ältesten bis auf die neuesten Zeiten. Schöne, Eisenberg 1848 (online, abgerufen am 23. Juni 2023).
- Die Wunder der Sympathie und des Magnetismus, oder die enthüllten Zauberkräfte und Geheimnisse der Natur. Voigt, Weimar 1848 (online, abgerufen am 23. Juni 2023).
- Der Erdmandel-Bau im Großen und das in ihm aufgefundene Geheimniß, schnell reich zu werden. Bartholomäus, Erfurt 1849 (online, abgerufen am 23. Juni 2023).
- Das Plan- und Situationszeichnen. Nach Anleitung der neuesten und anerkanntesten Methoden für Militärs, Ingenieure, Bergleute, Cameralisten, Forstmänner, Feldmesser und gebildete Landwirthe. Voigt, Weimar 1849 (online, abgerufen am 23. Juni 2023).
- Vollständiges und untrügliches Traum-Lexicon oder ausführliche Erklärung aller möglichen Träume. Schöne, Eisenberg 1850.[14]
- Gemeinfaßliche Anleitung zur Berechnung der Schieferdach-, Wand- und Fußboden-Flächen, [...]. Ein unentbehrliches Handbuch für Baugewerke, [...]. 3. Aufl., Spamer, Leipzig 1850.[14]
- Wunder der Sympathie und des Magnetismus. Zweites Bändchen: Buch der Wunder und der Geheimnisse der Natur. Enthüllungen der Zauberkräfte der Sympathie und des Magnetismus. Spamer, Leipzig 1850 (online, abgerufen am 23. Juni 2023).
- Die Wunder der Sympathie und des Magnetismus, oder die enthüllten Zauberkräfte und Geheimnisse der Natur. Des Werkes drittes Bändchen. Hoffmann, Weimar 1850 (online, abgerufen am 23. Juni 2023).
- Die Wunder der Sympathie und des Magnetismus, oder die enthüllten Zauberkräfte und Geheimnisse der Natur. Des Werkes viertes Bändchen, oder dere Neuen Wunder zweites Bändchen. Hoffmann, Weimar 1851 (online, abgerufen am 23. Juni 2023).
- Berechnungstabellen für Baugewerke. [...]. Ein unentbehrliches Handbuch für Baugewerke etc. 3. Auflage, Spamer, Leipzig 1862.[15]
- Encyclopädie der rechnenden Baukunst und der mit ihr in Verbindung stehenden Geschäfte. Erster Theil: Tafeln zur Berechnung der Baustämme, der Bloche, Klötze und vierkantig beschlagenen Hölzer nach dem Kubikfuße, sowie der Breter, Bohlen, Fourniere nach dem Quadratfuße. 2. Auflage, Voigt, Weimar 1852.[15]
- Die Wunder der Sympathie und des Magnetismus, oder die enthüllten Zauberkräfte und Geheimnisse der Natur. Des Werkes fünftes Bändchen, oder dere Neuen Wunder drittes Bändchen. Hoffmann, Weimar 1853 (online, abgerufen am 23. Juni 2023).
- Die Wunder der Sympathie und des Magnetismus, oder die enthüllten Zauberkräfte und Geheimnisse der Natur. Des Werkes sechstes Bändchen, oder dere Neuen Wunder viertes Bändchen. Hoffmann, Weimar 1854.[14]
- Encyclopädie der rechnenden Baukunst und der mit ihr in Verbindung stehenden Geschäfte. Zweiter Theil: Tafeln zur Berechnung des Kubikinhaltes der Mauern, so wie auch einzelner Quadern, Platten, Steinbänke, Pfeiler und Säulen: für Architecten, Maurer, Bild-und Steinhauer, so wie auch für Besitzer von Steinbrüchen. Voigt, Weimar 1855.[15]
- Encyclopädie der rechnenden Baukunst und der mit ihr in Verbindung stehenden Geschäfte. Dritter Theil: Tafeln zur Berechnung des Kubikinhaltes der Fundament- und Grundgräben, so wie auch zur Berechnung des Quadratinhaltes aller [...] Fußböden, Wand- und Deckenflächen [...]. Voigt, Weimar 1855.[15]
- Praktischer Bau-Katechisms für Zimmerleute und Maurer. Das Wissenswürdigste der bürgerlichen Baukunst, zur Vorberitung auf das in den deutschen Staaten vorgeschriebene Gesellen- und Meister-Examen. Jansen und Comp., Weimar 1855 (online, abgerufen am 23. Juni 2023).
- Katechismus der Baumaterial-Kunde. Für Architekten und Ingenieure, sowie für Zimmerer, Maurer und alle übrigen Handwerker. Jansen und Comp., Weimar 1855.[15]
- Katechismus der Architektonik oder des Schön- und Prachtbaues. Jansen und Comp., Weimar 1856 (online, abgerufen am 23. Juni 2023).
- Mühlenbau-Katechismus. Zum Selbstunterricht für Mühlenbesitzer und Mühlenknappen, sowie für diejenigen Zimmerleute, welche sich zu Zeugarbeitern oder Mühlengeschirrbauern heranbilden wollen. Jansen und Comp., Weimar 1857.[15]
- Encyclopädie der rechnenden Baukunst und der mit ihr in Verbindung stehenden Geschäfte. Vierter Theil: Geometrische Meß- und Berechnungslehre für Baugewerke. Voigt, Weimar 1859 (online, abgerufen am 23. Juni 2023).
- Geheimnisse und Winke für Braumeister und Brauherren sowie auch für Gastgeber und Schankwirthe, zur gewinnreichen Betreibung ihres Geschäftes, bestehend in einer genauen Angabe sämmtlicher Regeln und Vortheile, welche beim Brauen zu beachten sind, um ein preiswürdiges Bier zu gewinnen, sowie auch in einer reichhaltigen Sammlung erprobter und bisher geheimgehaltener Recepte. Voigt, Weimar 1866.[16]
- Schutz gegen die sogenannte Kesselsteinbildung, oder: Nachweis der bewährteren, gegen genanntes Uebel bisher in Vorschlag gebrachten, resp. angewandten Apparate und Mittel. Ernst, Quedlinburg und Leipzig 1868 (online, abgerufen am 23. Juni 2023).
- Geometrischer Rechenknecht zur schnellen und genauen Ermittelung des Flächeninhaltes von Aeckern, Gärten, Wiesen, [...]. Ernst, Quedlinburg und Leipzig 1870.[17]
- Der allzeit fertige Holz-Berechner nach metrischem Masssystem, oder Tafeln, woraus nicht nur von runden, vierkantig behauenen und geschnittenen Hölzern der Inhalt nach Kubik-Metern, sondern auch von letzteren der Inhalt nach Quadrat-metern aufs Genaueste und Zuverlässigste berechnet, sofort ersehen werden kann. Voigt, Weimar 1871 (online, 2. Auflage 1895, abgerufen am 23. Juni 2023).
- Die Cemente, ihre Bereitung aus natürlich-hydraulischen und künstlich-hydraulischen Kalken, sowie ihre Anwendung zu baulichen, gewerblichen und landwirthschaftlichen Zwecken, wie auch zu Kunst-Gegenständen (= Neuer Schauplatz der Künste und Handwerke. Bd. 269). 2. Auflage, Voigt, Weimar 1874 (online, abgerufen am 23. Juni 2023).
- Neuer tabellarischer Faß-Berechner nach Liter-Gemäß. Voigt, Leipzig 1877.[18]
- Stein-Berechner nach metrischen Maßsystem oder Tafeln, aus denen der Inhalt nach Kubikmetern und Teilen desselben sofort ersehen werden kann. 2. Auflage, Voigt, Leipzig 1895 (online, abgerufen am 23. Juni 2023).